# Resolution 807 des UN-Sicherheitsrates
Die Resolution 807 des UN-Sicherheitsrates ist eine Resolution, die der Sicherheitsrat der Vereinten Nationen in seiner 3174. Sitzung am 19. Februar 1993 einstimmig beschloss. Sie behandelte die Bekräftigung der bestehenden Resolution 743 (1992) und aller nachfolgenden einschlägigen Resolutionen die United Nations Protection Force (UNPROFOR) betreffend. Der Rat stellte fest, dass die Situation in Bosnien-Herzegowina und Kroatien weiterhin eine Bedrohung für den internationalen Frieden darstellt, und verlängerte daher das Mandat der UNPROFOR um eine Übergangszeit bis zum 31. März 1993.
Die Resolution forderte alle Parteien und andere Beteiligte auf, mit der UNPROFOR zusammenzuarbeiten, die Verpflichtung zur Einhaltung des Waffenstillstandes einzuhalten und ihre Streitkräfte nicht in die Nähe von UNPROFOR-Einheiten oder in den Schutzgebieten der Vereinten Nationen (UNPA) aufzustellen. Sie forderte ferner, dass alle Parteien die Freizügigkeit der Friedenstruppen der Vereinten Nationen zu respektieren, damit sie die erforderlichen Operationen durchführen können.
Der Rat schloss mit einem Appell an die Parteien, mit dem Co-Vorsitzenden des Lenkungsausschusses der Internationalen Konferenz über das ehemalige Jugoslawien zusammenzuarbeiten. Zudem ersuchte sie den Generalsekretär Boutros Boutros-Ghali, für eine rasche Umsetzung der Resolution 802 (1993) zu sorgen, und legte Vorschläge zur Verstärkung der Kapazitäten und der Verlängerung des Mandats für die UNPROFOR vor.